# مائوریتسیو ماتیولی
مائوریتسیو ماتیولی (ایتالیایی: Maurizio Mattioli؛ زادهٔ ۳ ژوئن ۱۹۵۰) بازیگر اهل ایتالیا است.
وی یکی از پُرکارترین بازیگران سینمای ایتالیاست و تاکنون دو مرتبه نامزد دریافت روبان نقره‌ای بهترین بازیگر نقش مکمل مرد شده‌است.
از فیلم‌هایی که وی در آن نقش داشته‌است، می‌توان به اگر انجامش بدی، توی دردسر می‌افتی، مأموران مخفی ویژه، آفرین به فک، وای خدا، مینو، تیفوسی، نهار یکشنبه،  قتل در گورستان اتروسک، پاینده‌باد ایتالیا، طعم تو، روسینی! روسینی! و تابستانی کنار دریا اشاره کرد.